# Colias croceus
Colias croceus là một loài bướm thuộc họ Noctuidae. Ấu trùng ăn các loài thực vật Faboideae. Loài này sinh sản ở Bắc Phi và miền nam châu Âu và về phía đông thông qua Thổ Nhĩ Kỳ vào Trung Đông nhưng nó hiện diện khắp châu Âu là 1 mùa hè di cư, trong những năm tốt, có cá thể đến tận Scandinavia. Trong châu Á, phạm vi của nó mở rộng vào trung tâm Siberia ở phía bắc và hầu như không vào Ấn Độ ở phía nam, nó không được tìm thấy tại Trung Á.

## Hình ảnh

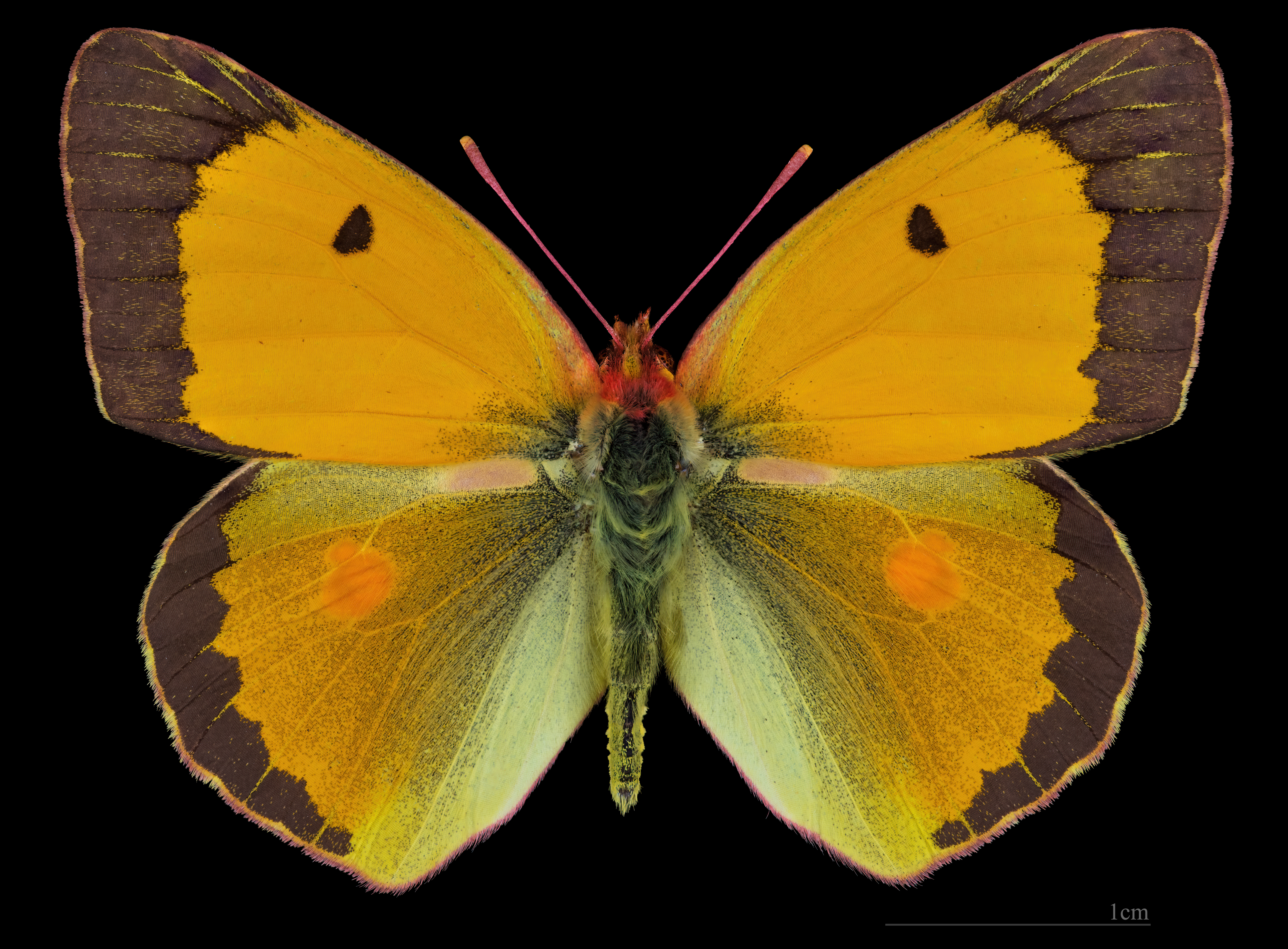
Colias croceus croceus ♂
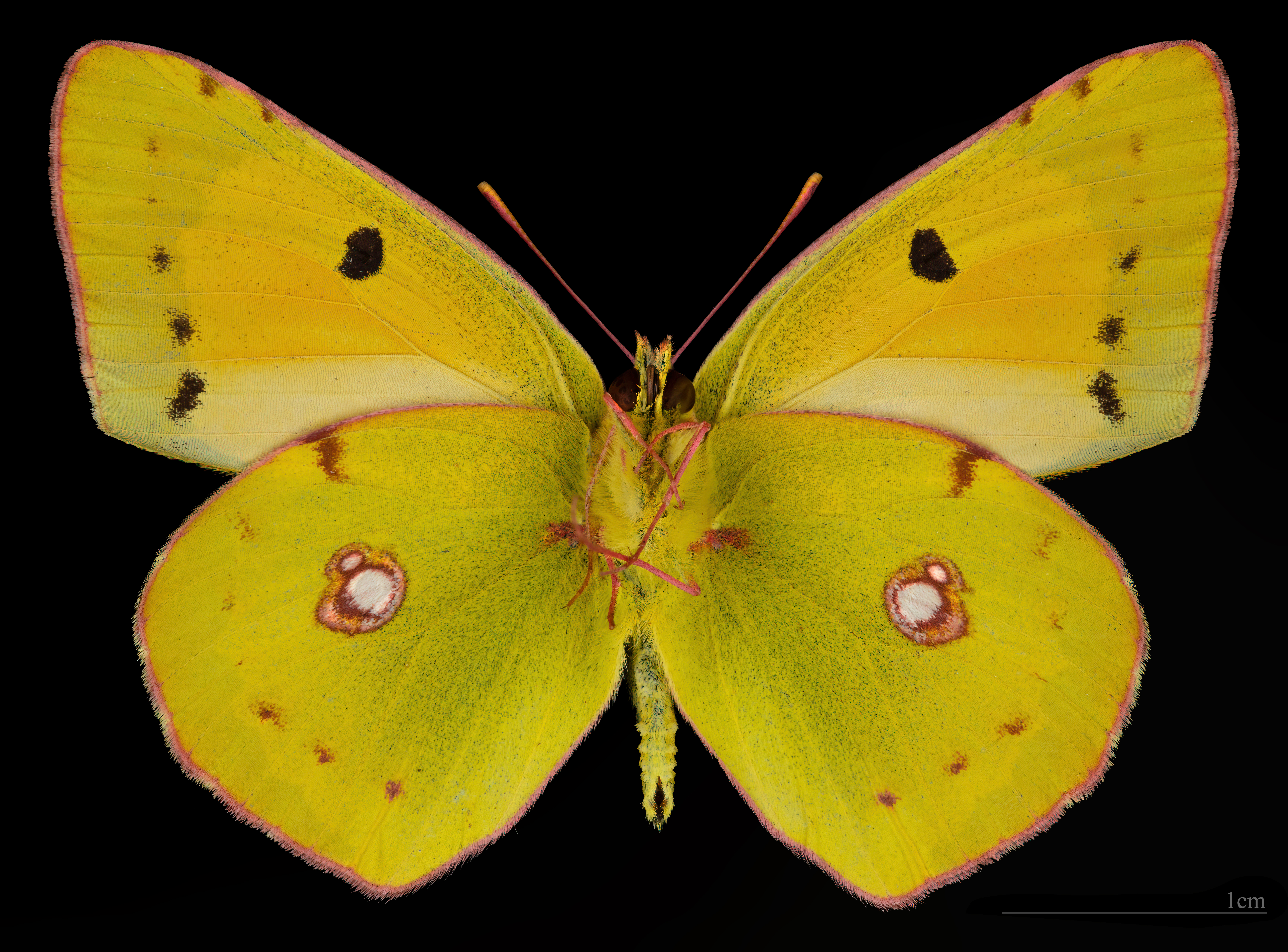
Colias croceus croceus ♂ △
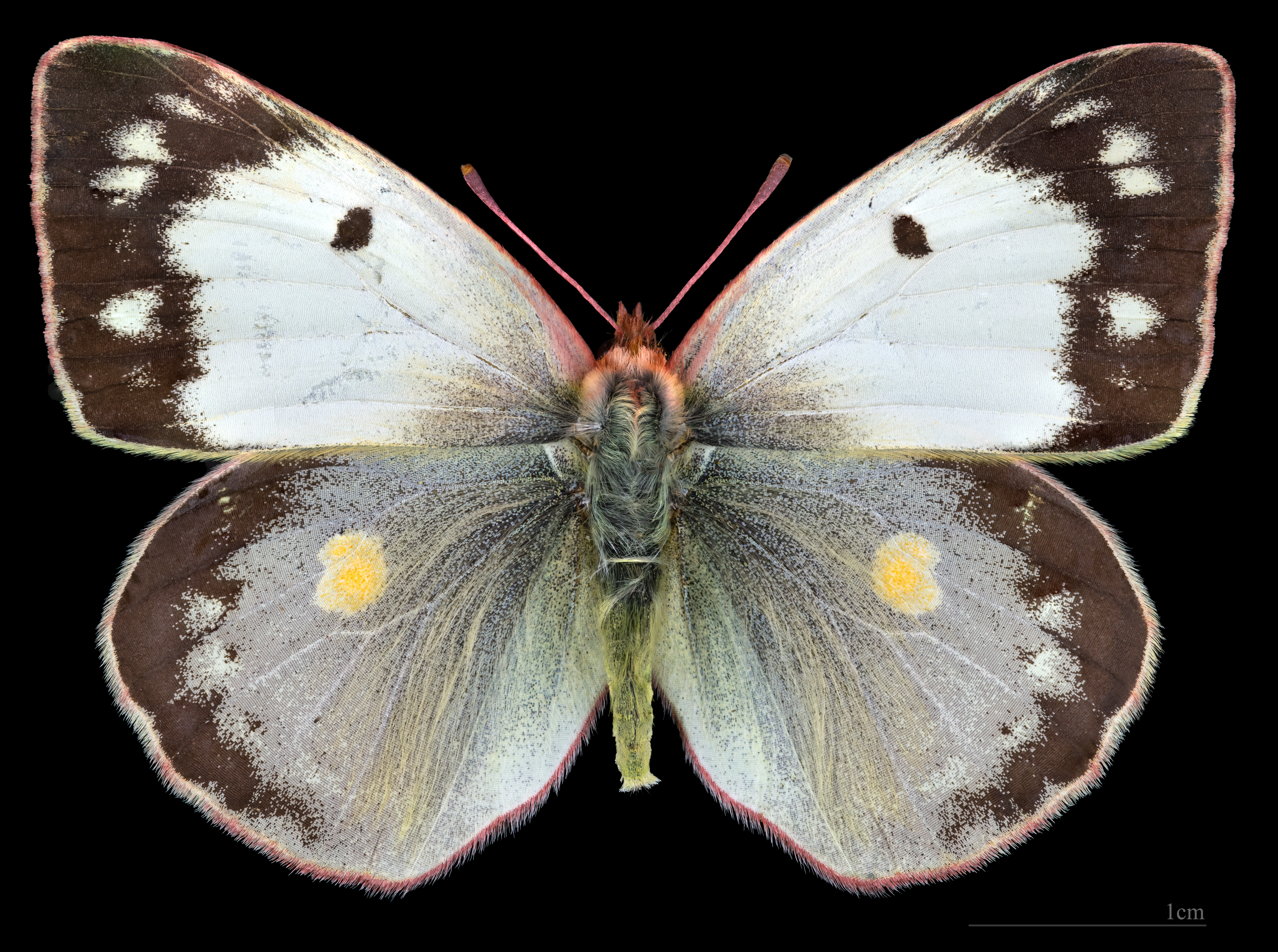
Colias croceus f. helice ♀
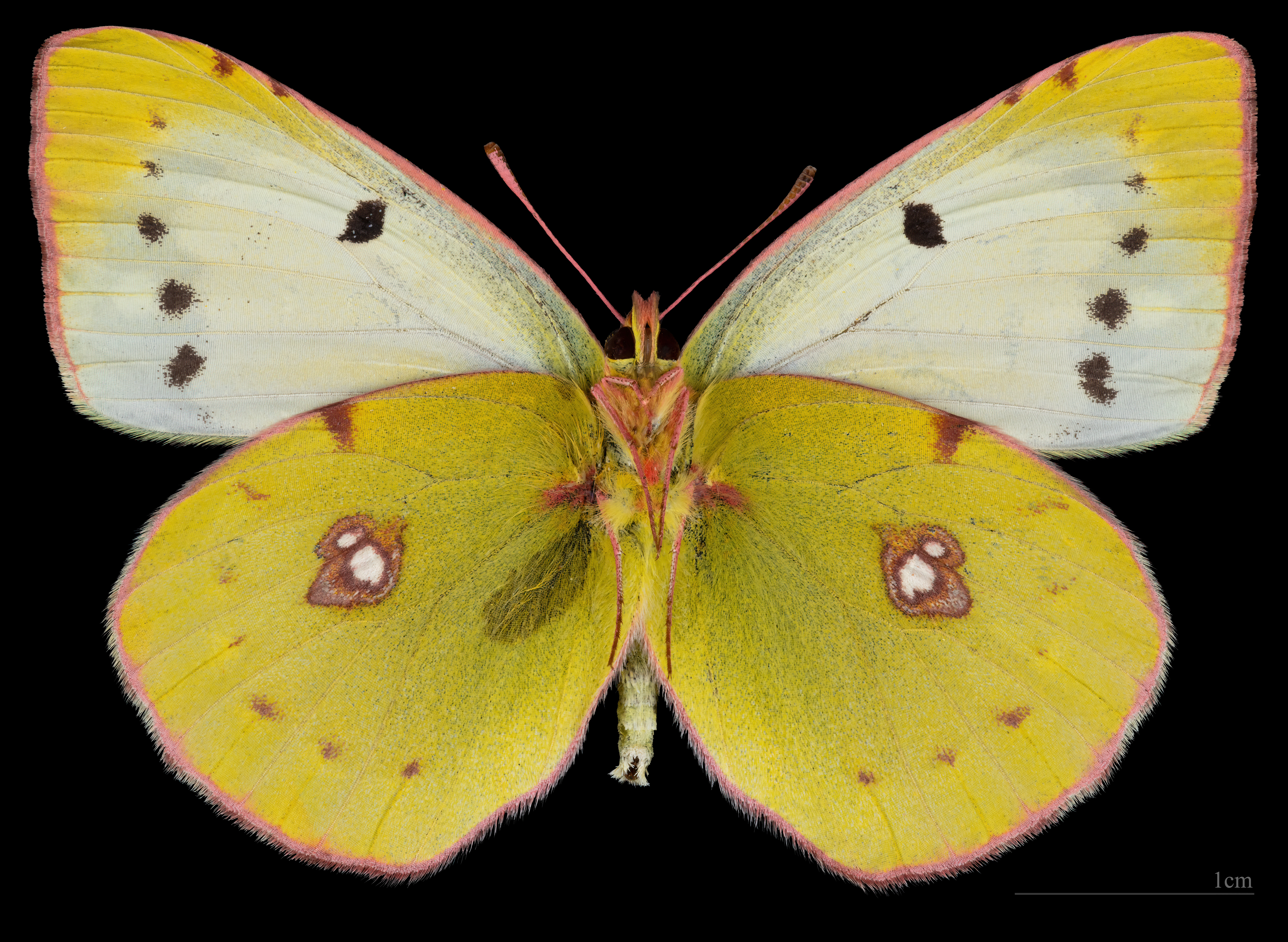
Colias croceus f. helice ♀  △